# George Grant (Philosoph)
George Parkin Grant (* 13. November 1918 in Toronto; † 27. September 1988 in Halifax) war ein kanadischer Philosoph und Hochschullehrer.

## Leben und Wirken
George Grant studierte zunächst Geschichte an der Queens University at Kingston. Anschließend wechselte er an die Universität Oxford (Balliol College), wo er vor allem Theologie studierte. Von 1947 bis 1960 lehrte er Philosophie an der Dalhousie University in Halifax. Seine Promotion zum Dr. Phil. an der Universität Oxford erfolgte 1950. Nach kurzer Lehrtätigkeit an der York University (1960 bis 1961) lehrte an der McMaster University. Von 1980 bis 1988 hatte er eine Professur an der Dalhousie University inne. Dort lehrte er Politikwissenschaft, Philosophie und Religionswissenschaft. Grant war vom christlichen Glauben, aber auch von der antiken Philosophie geprägt und wird weithin als bedeutender Philosoph Kanadas angesehen.
Wegen seiner wissenschaftlichen Verdienste wurde er 1981 mit dem „Order of Canada“ ausgezeichnet und war Mitglied der Royal Society of Canada.

## Veröffentlichungen (Auswahl)
- Philosophy in the mass age. Hill and Wang, New York 1960 (Neuausgabe: University of Toronto Press, Toronto 1995, ISBN 0-8020-0438-5).
- Technology and empire. Anansi, Concord, Ontario 1969.
- Time as history. Canadian Broadcasting Corporation, Toronto 1969 (Neuausgabe: University of Toronto Press, Toronto 1995, ISBN 0-8020-0640-X).
- Lament for a nation. The defeat of Canadian nationalism. 2. Aufl. McClelland and Stewart, Toronto 1972.
- Nietzsche and the ancients. Philosophy and scholarship. In: Dionysius, Bd. 3 (1979), S. 5–16.
- English-speaking justice. Indiana University Press, Notre Dame, Ind. 1985.
- Technology and justice. Anansi, Toronto 1986, ISBN 0-88784-152-X.
- In the shadow of plenty. The biblical blueprint for welfare. Dominion Press, Ft. Worth, Tex.1986, ISBN 0-930462-17-3.
- Selected letters, hrsg. von William Christian. University of Toronto Press, Toronto 1996, ISBN 0-8020-0757-0.
- The George Grant Reader, hrsg. von William Christian. University of Toronto Press, Toronto 1998, ISBN 0-8020-0973-5.
- Collected works. Hrsg. von Arthur Davis u. Peter Emberley. Vier Bände. University of Toronto Press, 2000–2009